# مصالحة الجبل
مصالحة تمت عام 2000 بين الدروز والمارونيين في مناطق جبل لبنان لإنهاء حرب الجبل.

## خلفية الصراع
قامت ميليشيا الحزب التقدمي الاشتراكي بالانتقام من المسيحيين كردة فعل على مجازر كبيره ومخيفه قامت بها ميليشيا القوات اللبنانية المارونية ضد مواطنين مدنيين دروز. وتم تهجير المسيحيين من مناطق جبل لبنان التي سيطرت عليها ميلشيا الحزب التقدمي بمساعدة من المنظمات الفلسطينية المسلحة والجيش السوري.

## بداية المصالحة
في عام 2000 رعى نصر الله بطرس صفير مصالحة الجبل مع وليد جنبلاط لإنهاء مفاعيل تهجير الجبل

## نتائج المصالحة
عاد جزء كبير من المسيحيين إلى منطقتي الشوف وعاليه اللتين هجّروا منهما بعد مجازر مروعة تسببت بمقتل المئات من خلال مصالحات متتالية تمت في المناطق الحساسة، ومن خلال صندوق وزارة المهجرين الذي دفع لهم تعويضات لإعادة الإعمار، وكان جزء كبير من منازلهم ومصالحهم دمر، وقسم واسع منها جرف ولم يعد له وجود.